# Bettina Sokol
Bettina Sokol (* 1959 in Bremen) ist eine deutsche Juristin, Richterin, ehemalige Landesdatenschutzbeauftragte und ehemalige Präsidentin des Rechnungshofes der Freien Hansestadt Bremen.

## Biografie
Sokol studierte nach dem Abitur Rechtswissenschaften. Sie wurde 1990 zur Richterin am Verwaltungsgericht Bremen ernannt.
Am 6. Februar 1992 wurde sie von der Bremischen Bürgerschaft für die Legislaturperiode 1992 bis 1995 als stellvertretendes Mitglied an den Staatsgerichtshof der Freien Hansestadt Bremen gewählt. Am 18. März 1997 erfolgte eine Wiederwahl in dieses Amt, das sie bis zum Ende der Legislaturperiode 1999 innehatte.
Von 1993 bis 1996 war Bettina Sokol als wissenschaftliche Mitarbeiterin an das Bundesverfassungsgericht abgeordnet.
1996 wurde sie auf Vorschlag der Grünen in der Nachfolge von Hans Maier-Bode zur Landesbeauftragten für Datenschutz des Landes Nordrhein-Westfalen ernannt. Zu diesem Zeitpunkt war sie mit 36 Jahren die jüngste Landesdatenschutzbeauftragte in Deutschland. 2004 wurde sie für eine zweite Amtszeit von acht Jahren wiedergewählt.
2009 wurde Sokol von der Bremischen Bürgerschaft zur Präsidentin des Rechnungshofs der Freien Hansestadt Bremen gewählt und hatte dieses Amt bis zu ihrem Eintritt in den Ruhestand im Januar 2024 inne. Zu ihrer Nachfolgerin wurde Imke Sommer gewählt.
Die Juristin ist verheiratet und lebt in Bremen.

## Veröffentlichungen (Auswahl)
- Living by numbers: Leben zwischen Statistik und Wirklichkeit. Düsseldorf : LDI, 2005
- Persönlichkeit im Netz: Sicherheit – Kontrolle – Transparenz. Symposium 2007. Düsseldorf, Landesbeauftragte für Datenschutz und Informationsfreiheit Nordrhein-Westfalen, 2008
- GPS, Internet & Video. Datenschutz am Arbeitsplatz. Symposium 2008. Düsseldorf, Landesbeauftragte für Datenschutz und Informationsfreiheit Nordrhein-Westfalen, 2009